# گمینا مروچا
گمینا مروچا (به لهستانی:  Gmina Mrocza) یک گمینا در لهستان است که در شهرستان ناکوو واقع شده‌است. گمینا مروچا ۱۵۰٫۷۱ کیلومتر مربع مساحت و ۹٬۱۴۱ نفر جمعیت دارد.